# Головне судно
Головне судно проєкту — перше із серії або класу кораблів, всі з яких будуються за однаковим загальним проєктом. Цей термін практично завжди стосується військових кораблів і великих цивільних суден.

## Загальний огляд
Великі судна мають складну внутрішню будову, і для їх побудови треба від п'яти до десяти років. Всі зміни або вдосконалення, що з'являються за час побудови корабля, можуть стати частиною проєкту; з цієї причини існує мало повністю ідентичних кораблів.

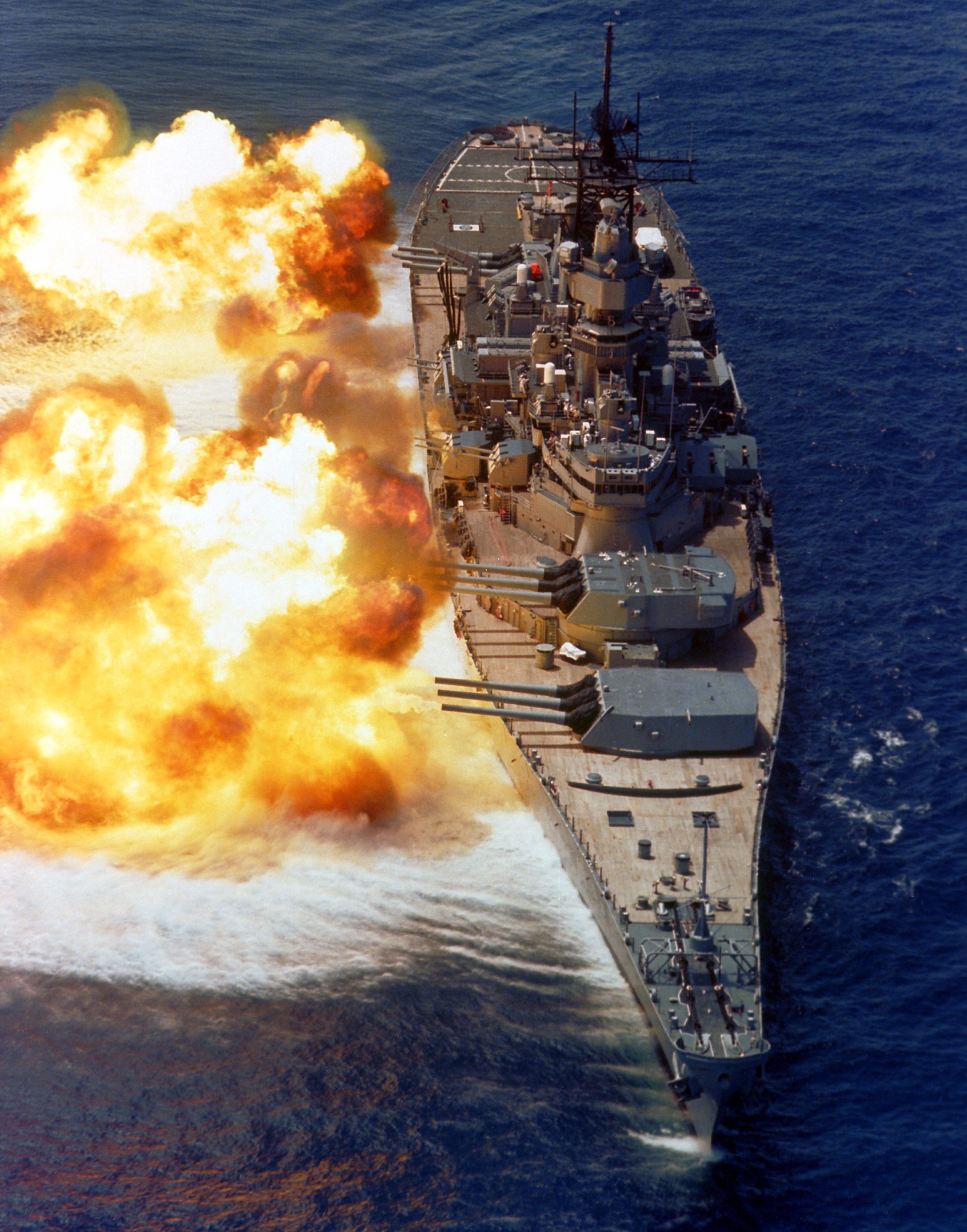
Головний корабель серії із 4 лінкорів класу «Айова» ВМС США, BB61 USS Iowa